# Hermodore de Syracuse
Pour les articles homonymes, voir Hermodore.
Hermodore (en grec ancien Ἑρμόδωρος) est un disciple de Platon (IVe siècle av. J.-C.). 

## Notice Biographique
Hermodore est originaire de Syracuse en Sicile ; il devint un élève assez rapidement mal perçu au sein de l'Académie, parce qu'il était accusé de faire un mauvais commerce de la philosophie, en plagiant et vendant les cours de son maître en Sicile. Pour Théophile Obenga, la réalité du voyage de Platon en Égypte fait l'objet de plusieurs autres témoignages anciens outre celui de Strabon. Certes, beaucoup de ces témoignages étaient très ultérieurs à l'époque supposée dudit voyage. Mais celui d'Hermodore rapporté par Diogène Laërce est contemporain, l'auteur étant de surcroît un membre de l'Académie de Platon : 
« À l'âge de vingt-huit ans, selon Hermodore, Platon s'en alla à Mégare, chez Euclide, accompagné de quelques autres élèves de Socrate (mort depuis). Puis il [Platon toujours] alla à Cyrène, auprès de Théodore le mathématicien, et de chez lui en Italie, chez Philolaos et Eurytos, tous deux pythagoriciens, puis en Égypte chez les prophètes. »

## Philosophie
Ce qui est pour Speusippe la multiplicité, devient pour Xénocrate la dyade indéfinie et multiplicité première ; pour Hermodore, c'est l'inégal ou le mouvement instable.
Hermodore semble s'être occupé d'histoire, puisqu'on sait qu'il a parlé de Platon, et Socrate ; et Diogène Laërce le cite comme source :
« Depuis les Mages, dont le premier fut Zoroastre le Perse, jusqu'à la prise de Troie, Hermodore le Platonicien dit qu'il y eut cinq mille ans. Xanthos le Lydien, pour sa part, dit qu'il y eut six mille ans de Zoroastre jusqu'à la traversée de Xerxès et qu'après lui se succédèrent de nombreux Mages, qui avaient nom : Ostanès et Astrampsychos, Gôbryas et Pazatas, jusqu'à l'anéantissement des Perses par Alexandre »
On dispose de deux titres par Hermodore :
- Sur les Mathématiques (grec moderne : Περὶ μαθημάτων)
- Sur Platon (grec moderne : Περὶ πλάτωνος)[7]

## Source
- Diogène Laërce, Vies, doctrines et sentences des philosophes illustres (Livre II, Chapitre 10)